# Siccia butvillai
Siccia butvillai is een vlinder uit de familie spinneruilen (Erebidae), onderfamilie beervlinders (Arctiinae). De wetenschappelijke naam van de soort is voor het eerst geldig gepubliceerd in 2008 door Ivinskis & Saldaitis.
Deze nachtvlinder komt voor in tropisch Afrika.